# ウン・ジウォン
ウン・ジウォン（은지원、1978年6月8日 - ）は、韓国・ソウル特別市出身の男性歌手、俳優、タレントであり、男性アイドルグループSechs Kiesのリーダーである。
1997年4月15日、アイドルグループSechs KiesとしてDSPメディアよりデビュー。2000年のグループ解散後はソロ歌手に転身。音楽活動以外はドラマやバラエティなど、様々なジャンルでタレントとしても活動している。
ソロとしての公式ファンクラブもしくはファンの総称は『1Kyne(one of a kindの略)』、公式応援カラーは銀色。
2016年のSechs Kiesの再結成以降はグループ活動に重心を移し、2017年にグループの所属事務所YGエンターテインメントに移籍した。

## 略歴
- 本貫は幸州殷氏。ウンの祖母は朴正煕の姉であるため、ウンは朴槿恵の従甥に当たる[3][4][5]。
- 1996年、ハワイ留学時代にバイト先のクラブでカン・ソンフンとともにDSPメディアの社長にスカウトされ韓国に帰国。イ・ジェジン、キム・ジェドク、コ・ジヨン、チャン・スウォンも合流したSechs Kiesを結成。
- 1997年4月、「学園別曲<학원별곡>」でデビュー。
- 2000年、Sechs Kiesが解散。同年末、ミニアルバム「G」をリリース、本格的にソロ活動を始めた。
- 2003年、アルバム「만취 In Hiphop（泥酔 In Hiphop）」でSBS歌謡大祭典ヒップホップ部門賞[6]と韓国大衆音楽賞ヒップホップ部門人気賞を受賞。
- 2007年から2012年までKBSの国民的人気番組「一泊二日」シーズン1にレギュラー出演し、天真爛漫で予測不能な小学生キャラで人気を博した。
- 2009年、独立事務所GYMエンターテインメントを設立。
- 2010年でKBS芸能大賞最高エンターテイナー賞を受賞[7]、以降、バラエティへの出演がさらに増えていく。
- 2011年、Mr. TyfoonとGilMeでヒップホップグループCloverを結成。同年のソウル歌謡大賞でヒップホップ部門賞を受賞。[8]
- 2012年、「一泊二日」シーズン1ファイナルと同時に番組を降板。同年、元一泊二日シーズン1放送作家のイ･ウジョン氏の初ドラマ、『応答せよ1997』（tvN）で、大量のAVを持っているが実戦経験ゼロの高校生ト・ハクチャン役で出演。[9]。
- 2013年、前年の『応答せよ1997』のヒットから韓国に90年代レトロブームが起き、韓国アイドル界第1世代で同い年(1978年生まれ)のムン・ヒジュン、トニー・アン(H.O.T.)、デニー・アン(god)、チョン・ミョンフン(NRG)とリアリティ番組「20世紀未少年」(QTV)で共演。[10]。アイドルユニットHotSechGodRG(핫젝갓알지)を結成し、地上波を含めた他局の番組にも出演。
- 2015年、一泊二日シーズン1でディレクターを務めていたナ・ヨンソク氏企画の中国の古典「西遊記」をモチーフにしたアドベンチャー旅行をテーマにしたネット放送「新西遊記」に元一泊二日シーズン1メンバーのカン・ホドン、イ・スンギ、イ・スグンと出演。[11]。
- 2016年4月14日、Sechs Kiesが人気テレビ番組「無限挑戦」の企画をきっかけに16年振りに活動を再開。現在はグループ活動に重心を移している。[12]。
- 2017年8月、グループの所属事務所YGエンターテインメントに移籍し、専属契約を締結することを発表。自身が経営するGYMエンターテインメントは廃業した。

## 音楽活動

### Sechs Kies
Sechs Kiesの作品を参照。

### ソロ

#### シングル
- 사랑死랑思랑（2007年10月30日）
- G Code（2008年11月6日）

#### デジタルシングル
- 술김에...（2010年3月23日、酒の勢いに...）
- You`re My V.I.P（2010年7月13日） - チャン・スウォンとコラボ。
- 아무나（2012年12月21日、誰でも） - GilMeとコラボ。

#### アルバム
- G pop（2001年3月3日）
- Money（2002年2月26日）
- 만취 In Hiphop（2003年9月6日、泥酔 In Hiphop）  - 同年12月11日にリパッケージバージョンをリリース。
- The 2nd Round（2005年2月23日）
- PLATONIC（2009年12月10日）

#### ミニアルバム
- G（2000年10月10日）
- TRAUMA（2015年6月8日）

### Clover
- Classic Over（2011年3月31日） - ミニアルバム。
- 아는 오빠（2011年9月29日、知っているお兄さん） - デジタルシングル。
- 돼지 국밥（2012年8月14日、豚肉クッパ） - デジタルシングル。
- 주르륵（2013年11月18日、Trickling） - デジタルシングル。

### HotSechGodRG
- 할 수 있어（2013年5月20日、できるさ） - QTVの番組「20世紀未少年」でNRGのデビュー曲をリメークしたもの。

### OST
- 이상해져가（2017年4月18日、おかしくなってく(Love song)） - OCNのドラマ애타는 로맨스(切ないロマンス)のOST、イ・スヒョンとキム・ウンビとコラボ。

## 出演

### テレビドラマ
| 年度 | タイトル           | 役名               | 備考(放送局等)            |
| ---- | ------------------ | ------------------ | ------------------------- |
| 2000 | ノンストップ       | ボス               | MBC、231話のみゲスト出演  |
| 2002 | ノンストップ3      | ウン・ジウォン     | MBC、480話のみゲスト出演  |
| 2003 | ノンストップ4      | ウン・ジウォン     | MBC、7話のみゲスト出演    |
| 2007 | ニューハート       | ウン・ジウォン     | MBC、最終回のみゲスト出演 |
| 2012 | 応答せよ1997       | ト・ハクチャン     | tvN、主演                 |
| 2013 | 応答せよ1994       | ト・ハクチャン     | tvN、17話のみゲスト出演   |
| 2016 | 今週妻が浮気します | クレーンゲーム達人 | JTBC、1話のみゲスト出演   |
| 2020 | 賢い医師生活       | ラジオDJ           | tvN                       |

### バラエティ
| 年度      | タイトル               | 放送局 | 備考 |
| --------- | ---------------------- | ------ | --- |
| 2007-2012 | 一泊二日シーズン1      | KBS2   | カン･ホドン、イ・スグン、イ・スンギ、キム･ジョンミンらとの共同MC |
| 2013      | 20世紀未少年シリーズ   | QTV    | シーズン1、2 ムン・ヒジュン、トニー・アン、デニー・アン、チョン・ミョンフンとの共同MC |
| 2015-2017 | 新西遊記シリーズ       | tvN    | シーズン1はカン･ホドン、イ・スグン、イ・スンギとの共同MC シーズン2はカン･ホドン、イ・スグン、アン・ジェヒョンとの共同MC シーズン3、4はカン･ホドン、イ・スグン、アン・ジェヒョン、キュヒョン、ソン・ミンホとの共同MC |
| 2020      | キリキリ～似たもの同士 | MBC    | ソンギュ（INFINITE）、ウン・ジウォン（SECHSKIES）、イ・スヒョク、グァンヒ、イ・ギョジン、 パク・ミョンス、チャン・ソンギュ、ハ・スンジン、チョン・ヒョク、イ・ヨンジンほか                                          |

### 映画
| 年度 | タイトル         | 役名           | 備考                         |
| ---- | ---------------- | -------------- | ---------------------------- |
| 1998 | セブンティーン   | ジュンテ       | 主演、Sechs Kies全員出演     |
| 2004 | 奥様は16歳。     | パク・オンダル | 主演、イム・ウンギョンと共演 |
| 2009 | The Missing Lynx | Lynx           | 声優                         |

## CM
- BHC、フライドチキン（2008年） - MCモンと共演。
- Nepa、洋服（2008年） - MCモンと共演。
- 눈높이교육、通信教育（2008年）
- ホームプラス、スーパー（2009年） - バラエティ番組「一泊二日」シーズン1のメンバーと共演。
- KRT旅行社、旅行代理店（2008年 - 2014年）
- ワールド オブ ウォークラフト、NPC[13]（2012年）
- LG、ウルトラブック（2012年）
- GS25、バナナラテとGS25アップリ（2016年）
- ギネス(Guinness Korea)、ギネス・ビール（2017年） - バラエティ番組「カン食堂」のメンバーと共演。